# Премія БАФТА у кіно (71-ша церемонія вручення)
71-ша церемонія вручення нагород Британською академією телебачення та кіномистецтва, більш відомою як БАФТА, за досягнення в сфері кінематографа за 2017 рік відбулася 18 лютого 2018 року в Лондонському королівському Альберт-холі в Лондоні. Претендентів на кінопремію оголосили у вівторок, 9 грудня 2017 року, номінантів — 9 січня 2018 року. Фантастична мелодрама Гільєрмо дель Торо «Форма води» висунута у рекордній кількості номінацій — 12. Найбільшою кількістю нагород (5) відзначений фільм Мартіна Макдони «Три білборди за межами Еббінга, Міссурі».

## Список лауреатів та номінантів

Лауреати премії
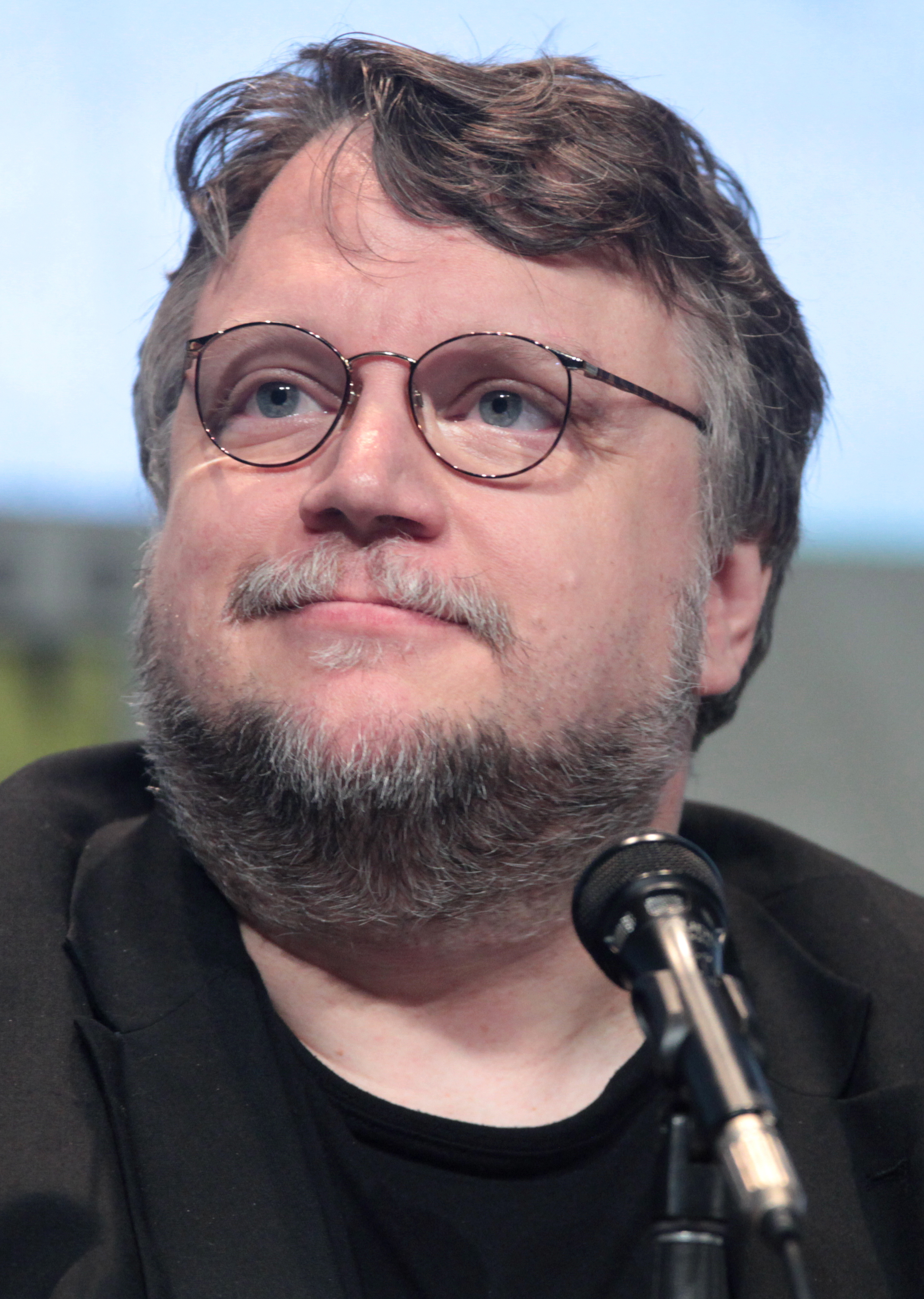
Гільєрмо дель Торо, «Найкращий режисер»
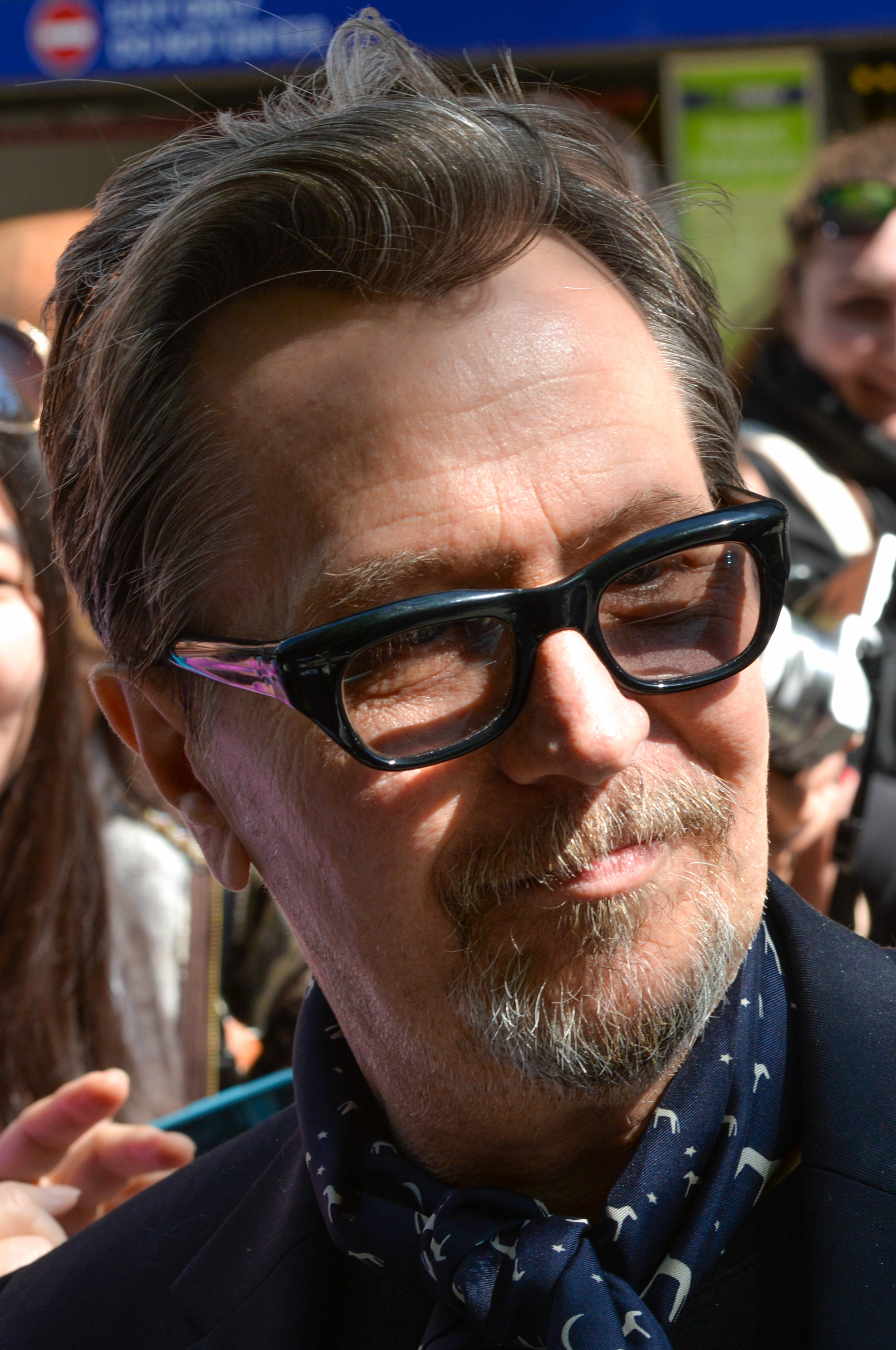
Гері Олдмен, «Найкраща чоловіча роль»
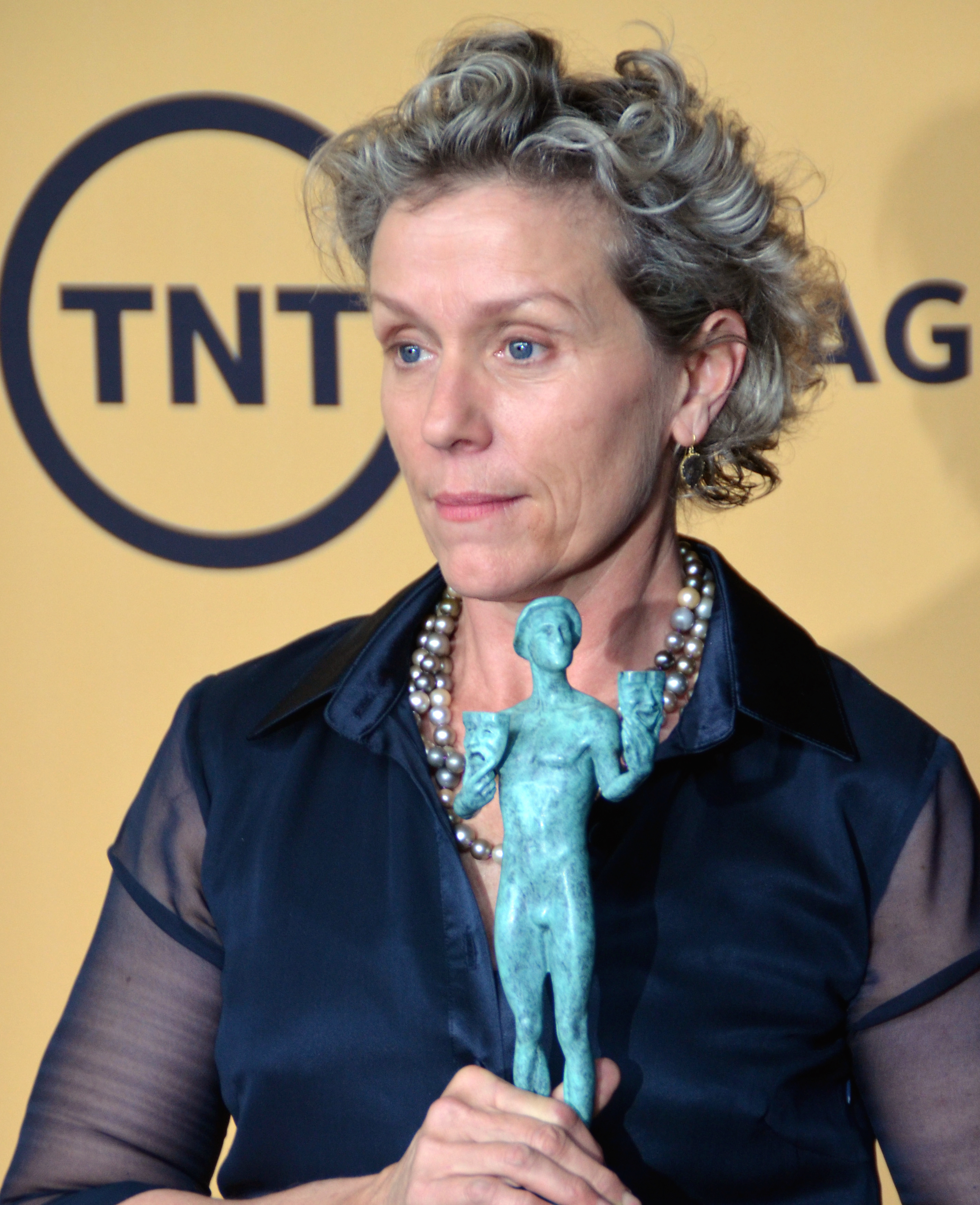
Френсіс Мак-Дорманд, «Найкраща жіноча роль»
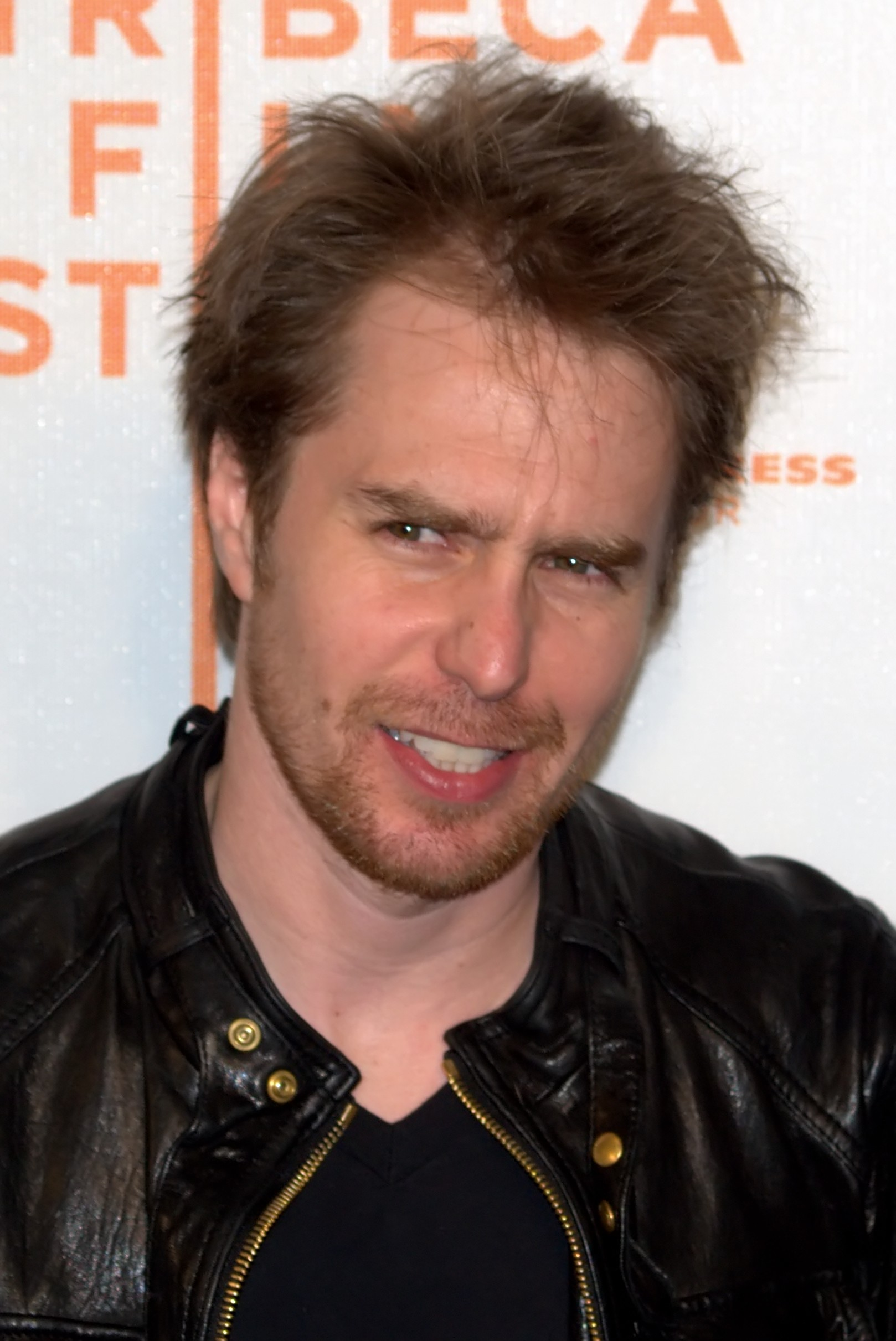
Сем Роквелл, «Найкраща чоловіча роль другого плану»
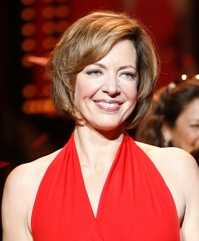
Еллісон Дженні, «Найкраща жіноча роль другого плану»

| Переможці виділені жирним шрифтом. |

| Найкращий фільм | Найкращий режисер |
| --- | --- |
| ★ «Три білборди за межами Еббінга, Міссурі» - «Дюнкерк» - «Назви мене своїм ім'ям» - «Темні часи» - «Форма води» | ★ Гільєрмо дель Торо — «Форма води» - Дені Вільнев — «Той, хто біжить по лезу 2049» - Крістофер Нолан — «Дюнкерк» - Лука Гуаданьїно — «Назви мене своїм ім'ям» - Мартін Макдона — «Три білборди за межами Еббінга, Міссурі» |
| Найкраща чоловіча роль | Найкраща жіноча роль |
| ★ Гері Олдмен — «Темні часи» - Джеймі Белл — «Кінозірки не вмирають у Ліверпулі» - Деніел Дей-Льюїс — «Примарна нитка» - Деніел Калуя — «Пастка» - Тімоті Шалемей — «Назви мене своїм ім'ям»                                                                             | ★ Френсіс Мак-Дорманд — «Три білборди за межами Еббінга, Міссурі» - Аннетт Бенінг — «Кінозірки не вмирають у Ліверпулі» - Марго Роббі — «Я, Тоня» - Саллі Гокінс — «Форма води» - Сірша Ронан — «Леді-Птаха» |
| Найкраща чоловіча роль другого плану | Найкраща жіноча роль другого плану |
| ★ Сем Роквелл — «Три білборди за межами Еббінга, Міссурі» - Вуді Гаррельсон — «Три білборди за межами Еббінга, Міссурі» - Крістофер Пламмер — «Всі гроші світу» - Віллем Дефо — «Проект „Флорида“» - Г'ю Грант — «Пригоди Паддінгтона 2»                                 | ★ Еллісон Дженні — «Я, Тоня» - Крістін Скотт Томас — «Темні часи» - Леслі Менвілл — «Примарна нитка» - Лорі Меткаф — «Леді-Птаха» - Октавія Спенсер — «Форма води» |
| Найкращий оригінальний сценарій | Найкращий адаптований сценарій |
| ★ Мартін Макдона — «Три білборди за межами Еббінга, Міссурі» - Грета Гервіг — «Леді-Птаха» - Джордан Піл — «Пастка» - Стівен Роджерс — «Я, Тоня» - Гільермо дель Торо, Ванесса Тейлор — «Форма води»                                                                     | ★ Джеймс Айворі — «Назви мене своїм ім'ям» - Аарон Соркін — «Велика гра» - Метт Грінгалг — «Кінозірки не вмирають у Ліверпулі» - Пол Кінг, Самйон Фарнебі — «Пригоди Паддінгтона 2» - Армандо Іаннуччі, Єн Мартін, Девід Шнайдер — «Смерть Сталіна» |
| Найкраща операторська робота | Видатний дебют британського режисера, сценариста чи продюсера |
| ★ Роджер Дікінс «Той, хто біжить по лезу 2049» - Гойте Ван Гойтема — «Дюнкерк» - Бруно Дельбоннель — «Темні часи» - Бен Девіс — «Три білборди за межами Еббінга, Міссурі» - Ден Лаустсен — «Форма води»                                                                  | ★ «Я не відьма» — режисер і сценарист Рунгано Ніоні - «Леді Макбет» — режисер Вільям Олдройд - «Наше королівство» — реж. Люсі Коен - «Упир» — режисер, сценарист і продюсер Гарет Танлая - «Щелепа» — режисер Томас К. Неппер |
| Найкращий британський фільм | Найкращий документальний фільм |
| ★ «Три білборди за межами Еббінга, Міссурі» - «Земля божа» - «Леді Макбет» - «Пригоди Паддінгтона 2» - «Смерть Сталіна» - «Темні часи» | ★ «Я вам не негр» - «Місто привидів» - «Джейн» - «Ікар» - «Незручна планета» |
| Найкраща музика до фільму | Найкращий звук |
| ★ «Форма води» — Александр Деспла - «Той, хто біжить по лезу 2049» — Бенджамін Воллфіш, Ганс Ціммер - «Дюнкерк» — Ганс Ціммер - «Примарна нитка» — Джонні Грінвуд - «Темні часи» — Даріо Маріанеллі                                                                      | ★ «Дюнкерк» — Річард Кінг, Грег Ландакер, Гері А. Ріццо, Марк Вайнгартен - «Той, хто біжить по лезу 2049» — Рон Бартлетт, Дагг Гемпілл, Марк Манджині, Мак Рут - «Зоряні війни: Останні джедаї» — Рен Кляйс, Девід Паркер, Майкл Семанік, Стюарт Вілсон, Меттью Вуд - «На драйві» — Тім Кавагін, Мері Г. Елліс, Джуліан Слейтер - «Форма води» — Крістіан Кук, Глен Готьє, Нейтан Робіталь, Бред Зерн |
| Найкраща робота художника-постановника | Найкращі візуальні ефекти |
| ★ «Форма води» — Пол Остенберрі, Джефф Мелвін, Шейн Вайо - «Той, хто біжить по лезу 2049» — Денніс Гасснер, Алессандра Керсола - «Дюнкерк» — Натан Кроулі, Гері Феттіс - «Красуня і Чудовисько» — Сара Грінвуд, Кеті Спенсер - «Темні часи» — Сара Грінвуд, Кеті Спенсер | ★ «Той, хто біжить по лезу 2049» — Герд Нефзер, Джон Нельсон - «Дюнкерк» — Скотт Фішер, Ендрю Джексон - «Зоряні війни: Останні джедаї» - «Війна за планету мавп» - «Форма води» — Денніс Берарді, Трей Гаррелл, Кевін Скотт |
| Найкращий дизайн костюмів | Найкращий грим і зачіска |
| ★ «Примарна нитка» — Марк Бріджес - «Красуня і Чудовисько» — Жаклін Дюрран - «Темні часи» — Жаклін Дюрран - «Я, Тоня» — Дженніфер Джонсон - «Форма води» — Луїс Секейра                                                                                                  | ★ «Темні часи» — Девід Малиновський, Івана Приморак, Люсі Сіббік, Казуїро Тсудзі - «Той, хто біжить по лезу 2049» — Дональд Моует, Керрі Ворн - «Вікторія та Абдул» — Деніел Філліпс - «Я, Тоня» — Дебора Ла Міа Денавер, Адруїта Лі - «Диво» — Наомі Бакстед, Роберт Пандіні, Арджен Туйтен |
| Найкращий монтаж | Найкращий неангломовний фільм |
| ★ «На драйві» — Джонатан Амос, Пол Мачлісс - «Той, хто біжить по лезу 2049» — Джо Вокер - «Дюнкерк» — Лі Сміт - «Три білборди за межами Еббінга, Міссурі» — Джон Грегорі - «Форма води» — Сідні Волінські                                                                | ★ «Служниця» / 아가씨 (Південна Корея) - «Комівояжер» / فروشنده (Іран) - «Нелюбов» / Нелюбовь (Росія) - «Вона» / Elle (Франція) - «Спочатку вони вбили мого батька» / មុនដំបូងខ្មែរក្រហមសម្លាប់ប៉ារបស់ខ្ញុំ (Камбоджа/США) |
| Найкращий анімаційний фільм | Найкращий анімаційний короткометражний фільм |
| ★ «Коко» - «З любов'ю, Вінсент» - «Життя Кабачка» | ★ Poles Apart — Палома Баєза, Сер Ен Лоу - Have Heart — Вілл Андерсен - Mamoon — Бен Стір |
| Найкращий короткометражний фільм | Висхідна зірка |
| ★ Cowboy Dave - Aamir - A Drowning Man - Work - Wren Boys | ★ Деніел Калуя - Флоренс П'ю - Тесса Томпсон - Джош О'Коннор - Тімоті Шалемей |

## Фільми за кількістю номінацій і перемог
| Фільм                                     | Номінації | Перемоги |
| ----------------------------------------- | --------- | -------- |
| «Форма води»                              | 12        | 3        |
| «Темні часи»                              | 9         | 2        |
| «Три білборди за межами Еббінга, Міссурі» | 9         | 5        |
| «Дюнкерк»                                 | 8         | 1        |
| «Той, хто біжить по лезу 2049»            | 8         | 2        |
| «Я, Тоня»                                 | 5         | 1        |
| «Назви мене своїм ім'ям»                  | 4         | 1        |
| «Примарна нитка»                          | 4         | 1        |
| «Кінозірки не вмирають у Ліверпулі»       | 3         | —        |
| «Пригоди Паддінгтона 2»                   | 3         | —        |
| «Смерть Сталіна»                          | 3         | —        |
| «Зоряні війни: Останні джедаї»            | 2         | —        |
| «На драйві»                               | 2         | 1        |